# Calomnion milleri
Calomnion milleri är en bladmossart som beskrevs av Dale Hadley Vitt 1991. Calomnion milleri ingår i släktet Calomnion och familjen Calomniaceae. Inga underarter finns listade i Catalogue of Life.